# Arachnospila scythia
Arachnospila scythia (лат.) — вид дорожных ос рода Arachnospila (Pompilidae). Тыва (Россия).

## Этимология
Названы в честь скифов — кочевого племени, господствовавшего в степях с VIII по приблизительно III век до нашей эры. Скифское влияние распространялось с запада на восток от Украины до района Сибири чуть выше Монголии, включая нынешнюю территорию Тувы, где найден данный вид.

## Описание
Среднего размера красно-чёрная дорожная оса. Длина около 4—7 мм. Гипопигий самцов без ряда волосков или щетинок базально-латерально, не вогнутый, крышевидный (вид сбоку), с пучком длинных прямых волосков вентро-медиально. Самец этого вида похож на самцов Arachnospila (Ammosphex) kurentzovi Lelej, 1995 и A. (A.) kuwayamai (Ishikawa, 1966) сходной формой гипопигия, но легко отличается от них наличием хохолка длинных прямых волосков вентро-медиально (вентро-апиально у A. kurentzovi и A. kuwayamai).

## Распространение и экология
Этот вид встречается в России: (Тува). Населяет степи.